# C. K. Daphtary
Chander Kishan Daphtary (abweichende Namensschreibweise: Chander Kishan Daftari; Tamil: சி. கே. தபத்ரி; * 1. April 1893; † um 18. Februar 1983) war ein indischer Jurist, der unter anderem zwischen 1963 und 1968 Generalstaatsanwalt (Attorney General of India) war.

## Leben
Chander Kishan Daphtary, Sohn von Shri Kisanlal Ratanlal, absolvierte ein Studium der Rechtswissenschaften an der University of Cambridge und erhielt nach dessen Abschluss mit einem Bachelor of Laws (LL.B.) seine anwaltliche Zulassung als Barrister. Ein postgraduales Studium schloss er mit einem Master of Arts (M.A.) und war mehrere Jahre als Rechtsanwalt tätig sowie zeitweise Präsident der indischen Rechtsanwaltskammer (Bar Association of India). Nach der Unabhängigkeit Indiens vom Vereinigten Königreich am 15. August 1947 wurde er 1951 Solicitor General of India im Kabinett Nehru I und bekleidete dieses Amt als Rechtsberater der Regierung auch im Kabinett Nehru II, Kabinett Nehru III und Kabinett Nehru IV bis zu seiner Ablösung durch H.N. Sanyal am 1. März 1963. Er selbst wurde bei dieser Kabinettsumbildung am 2. März 1963 Nachfolger von Motilal Chimanlal Setalvad als Generalstaatsanwalt (Attorney General of India) und hatte diese Funktion auch im Kabinett Shastri sowie im Kabinett Indira Gandhi I bis zum 30. Oktober 1968 inne, woraufhin Niren De seine Nachfolge antrat.
Für seine Verdienste im öffentlichen Dienst wurde C. K. Daphtary 1967 mit dem Padma Vibhushan ausgezeichnet, nach dem Bharat Ratna der zweithöchste zivile Verdienstorden des Landes. Am 3. April 1972 wurde er zum Mitglied der Rajya Sabha ernannt, des Oberhauses des indischen Parlaments, und gehörte diesem bis zum 2. April 1978 an. Aus seiner Ehe mit Shrimati Sushila Daphtary gingen ein Sohn und zwei Töchter hervor.